# 英国硬币史 (1901年—1970年)

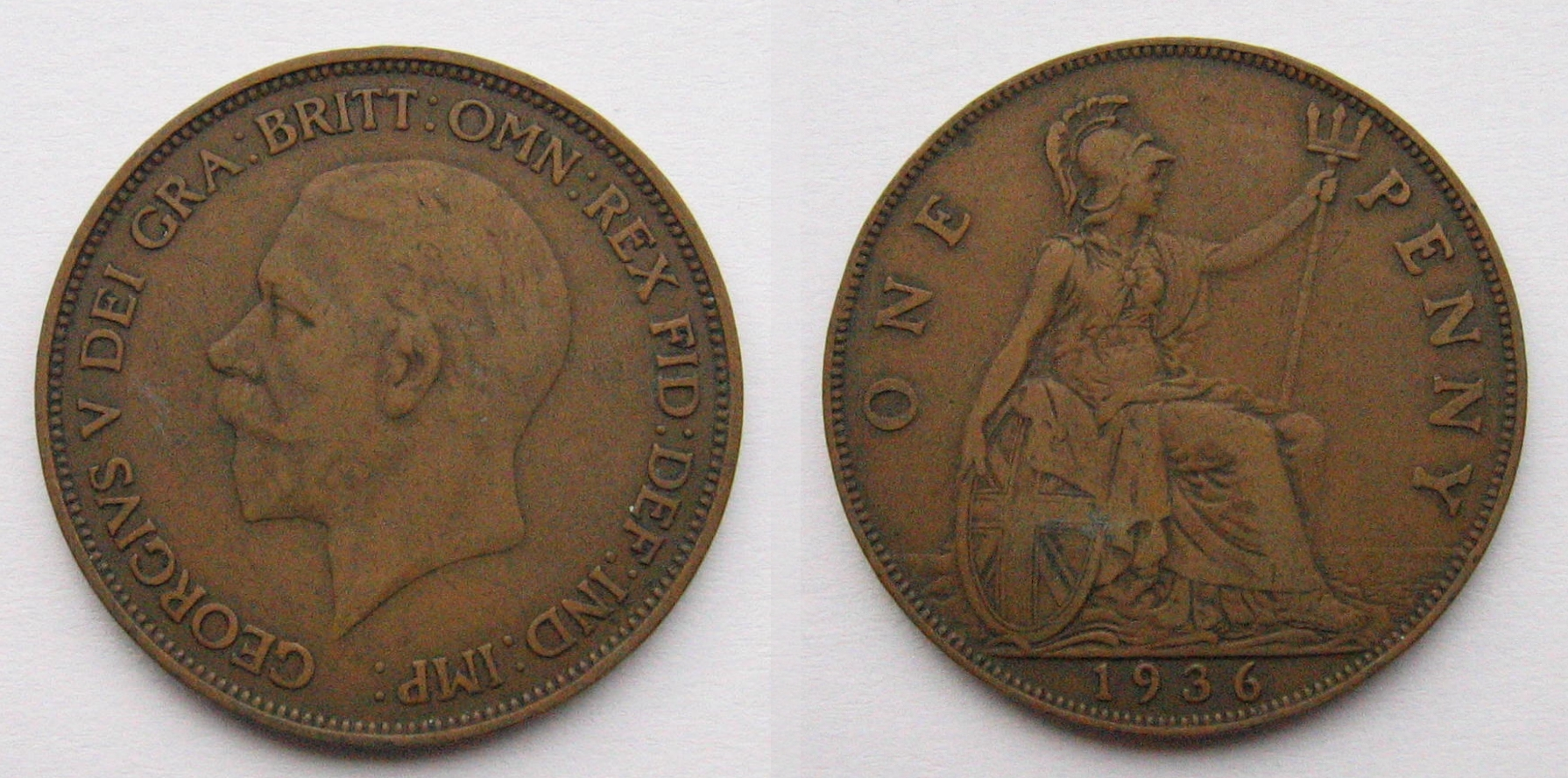
1936年乔治五世硬币

币制改革之前的英国便士币型较大，价值 1⁄240英镑，延续了公元约700年开始的便士传统。20世纪，政府断断续续铸造着这种硬币，直到1970年才废除使用。1901年至1970年期间，铜币正面是铸币时在位君主的头像，背面是端坐着的不列颠尼亚女神的形象，她头戴盔甲，手持盾牌和三叉戟。这一图案最初由伦纳德·查尔斯·怀恩设计，以他的父亲威廉·怀恩的早期设计为原型。一些没有独立发行硬币的英国自治领和殖民地也使用英国便士。
1895年，英国皇家铸币局的铸币师乔治·威廉·德·索勒斯修改了背面的图案。1901年， 维多利亚女王过世之后，德·索勒斯被委任设计以爱德华七世头像为正面图案的硬币。1902年，新的硬币进入流通，一直到1910年国王去世。1911年，伯伦特·麦肯纳尔爵士设计的乔治五世硬币开始流通，直到1936年国王去世，这期间硬币的图案设计数次改动。1933年，由于有足够的硬币用于流通，政府没有铸造商用硬币，而是铸造了至少七枚纪念币，主要用于奠基石下和博物馆展览。这些硬币如今都已价值不菲。 爱德华八世在位时间很短，只有1937年铸造的一枚样板币以示象征。同年，汉弗莱·佩吉特设计的乔治六世硬币发行。1940年，英联邦本土停止了铸币，1941年至1943年第二次世界大战期间，所铸的硬币只用于殖民地流通。战争结束后，对便士的需求开始减少。 1950年至1951年间发行的大部分硬币流向百慕大地区。其中一些相对稀有的硬币被英国钱币商从市场中购回然后送回英国。
1953年，尽管当时商业贸易不需要便士，皇家铸币局仍打造了一系列刻有伊丽莎白二世肖像的硬币并且成套发售。硬币正面图案由玛丽·吉利克设计。1954年，铸币局出于内部用途，铸造了一枚一便士硬币。1961年，市场流通再次需要一便士，于是大量新币发行。20世纪60年代，计划实行十进制的官员们并不赞成保留这种大铜币，因为通货膨胀已经导致其大幅贬值。最后一次发行铜币是在1967年，最后一版纪念币发行是在1970年。1971年2月15日，也就是十进制日之后，由于没有确切的十进制等值，旧便士很快退出流通。当时的口号是“用旧便士买价值六便士的东西”，由此看出，商店只有在商品价格为6旧便士（刚刚好2.5新便士）时，才会接受旧的一便士和三便士硬币。1971年8月31日，旧币停止流通。

## 爱德华七世(1902-1910期间铸造的硬币)
1901年1月22日维多利亚女王去世，其子爱德华七世继承王位。皇家铸币局计划发行印有爱德华七世肖像的新硬币。19世纪90年代，硬币已经更新了设计，铸币局官员认为英国人民不希望硬币再有更多的改动。1895年，由于已经改动了正面的女王肖像，政府决定保持一便士、半便士和四分之一便士这三种面值铜币的背面图案不变。当时，皇家铸币局的铸币师乔治·威廉·德·索勒斯修改了伦纳德·查尔斯·怀恩设计的不列颠尼亚女神图案，移除了女神两边的灯塔和帆船。德·索勒斯还受命为爱德华七世国王绘制肖像，以用于新的硬币。 1901年间，铸币局仍在发行印有维多利亚女王肖像的硬币，直到1902年五月，爱德华七世硬币设计完成。

1901年2月和6月，德·索勒斯两次为爱德华七世画像，同时，他还参考了宫廷画师埃米尔·福克斯所绘的国王肖像。为了硬币便于打造，德·索勒斯最终设计的国王半身像没有过多装饰且采用浅浮雕。即便如此，在铸造硬币时，由于肖像的头部相对较大，出现了金属流动问题，导致了“重影”，即正面图案的轮廓在背面也隐约可见。1901年8月20日，铸币局收到确认函，确定德·索勒斯设计的爱德华七世半身像将用于所有硬币。1901年12月10日，政府发文宣布，新的铜币将于1902年1月1日开始流通。

爱德华七世硬币与最后一版维多利亚女王硬币采用了相同铸造标准：95%的铜，4%的锡和1%的锌。此外，新的硬币和所有1860-1970年间发行的铜硬币一样，平均重量为of 1⁄3盎司（9.4克），直径为 1.2 英寸（30.81 毫米）。硬币正面，爱德华七世肖像面向右边，外圈刻有”蒙上帝之恩，爱德华七世，不列颠之王，信仰之卫士，印度之君王“。背面是端坐的不列颠尼亚女神，上方环有“一便士”面值字样，底部标注发行时间。这一设计一直都没有太大改动，直到1970年硬币停止使用。1902-1910年期间，硬币的正面一直是爱德华七世的半身像。1902年，官方决定提高不列颠尼亚女神身边的水面，因而这一年有“高水位”和“低水位”
两种不同图案的硬币。

## 乔治五世(1911-1936)

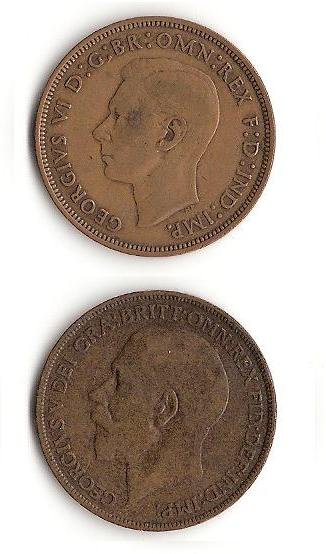
1945年以后的硬币 (乔治六世) 以及1926年乔治五世硬币

1903年德·索勒斯去世，铸币师职位由此废除。1910年，爱德华七世去世，乔治五世继承了王位。在硬币设计征集中，伯特伦·麦肯纳尔的设计脱颖而出，得到采用。同时，伯特伦也是加冕礼勋章的设计者。很显然，国王对他的作品十分满意。1911年，他被授予皇家维多利亚勋章，1921年受封爵士。 硬币的正面是乔治五世左侧半身像，周围的铭文是“蒙上帝之恩，乔治五世，不列颠之王，信仰之卫士，印度之君王” ，反面设计没有显著的改动。1910年11月28日政府发布公告，宣布新铜币将于1911年1月1日开始流通。
1912年、1918年和1919年发行的硬币除了来自皇家铸币局之外，还有一些来自伯明翰的希顿铸币厂。为了便于识别，这些硬币会在日期的左边刻上铸币厂标记“H”。1918年和1919年的一些硬币还来自于同样位于伯明翰的国王诺顿金属有限公司，铸币厂标记为“KN”。1912至1919年间，这两家公司还向皇家铸币局提供硬币毛坯。这是由于1911年阿斯奎斯政府颁布的《国民保险法》，以及随后而来的战争引发了对小额零钱的极大需求。自动老虎机也增加了人们对硬币的需求，这一趋势早在1898年就初露端倪。为了减少商业贸易中破损硬币的数量，1908年，皇家铸币局同意通过银行和邮局回收1895年之前的破损一便士和半便士硬币。1922年开始，1860年至1894年期间的硬币可以进行无条件兑换，尽管这些硬币仍可流通。 1869年，英国本土废除了1860年之前的铜币（然而铸币局在1873年之前仍然接受全面值兑换），1877年，殖民地也废除了这种硬币。
乔治五世硬币在1922年之前，与以前的硬币使用同样的合金。1923年，尽管保持了1⁄3盎司(9.4克)的重量以及1.2英寸(31毫米)的直径，铜币的成分调整为95.5%的铜，3%的锡和1.5%的锌。新的合金的可塑性稍强，所需的打造力度减少，因而可以有效减少重影。1923年、1924年和1925年都没有铸造新币，这是由于战争期间，硬币的过剩和短缺交替出现，导致需求不足。1928年，国王肖像的尺寸缩小，从而有效地消除了重影问题。硬币正面的左侧半身像有三种不同图案，而周围的铭文仍然是“蒙上帝之恩，乔治五世，不列颠之王，信仰之卫士，印度之君王”。硬币背面和过去一样，依旧是不列颠尼亚女神形象，只不过其设计在1922年稍经改动。
1936年，乔治五世国王在位末期，人们认为当时的铜币又重又笨，是欧洲地区最重的硬币，而事实上，比起1860年刚开始使用合金铸造的硬币来说，它已经轻得多。大量铜币的重量太大，给做生意带来了诸多问题；伦敦客运局每年收到重6000吨的一便士、半便士和四分之一便士硬币。缩减硬币尺寸是不切实际的，因为回收和重新打造正在流通的30亿枚硬币需要一定的时间，而且这样一来，投币的自动贩卖机也需要重新设置。 1937年，黄铜三便士首次发行，成为主要的解决方式。这是一种十二边形的硬币，用于代替笨重不便的三便士和半便士硬币以及尺寸过小的三便士银币。

### 1933年稀有硬币
1933年，由于商业贸易对硬币没有需求，再加上前几年硬币储蓄充足，铸币局不需要生产硬币。当时有一个传统，国王要在重要的新建筑地基下面放置一套同年的硬币。因此铸币局特地为奠基打造了三枚1933年纪念币，又为铸币局博物馆和大英博物馆各打造一枚，还有至少两枚有其他用途的纪念币。结果，那两枚硬币成了英国最著名的稀有硬币，每个人都期望在自己的口袋里找到。

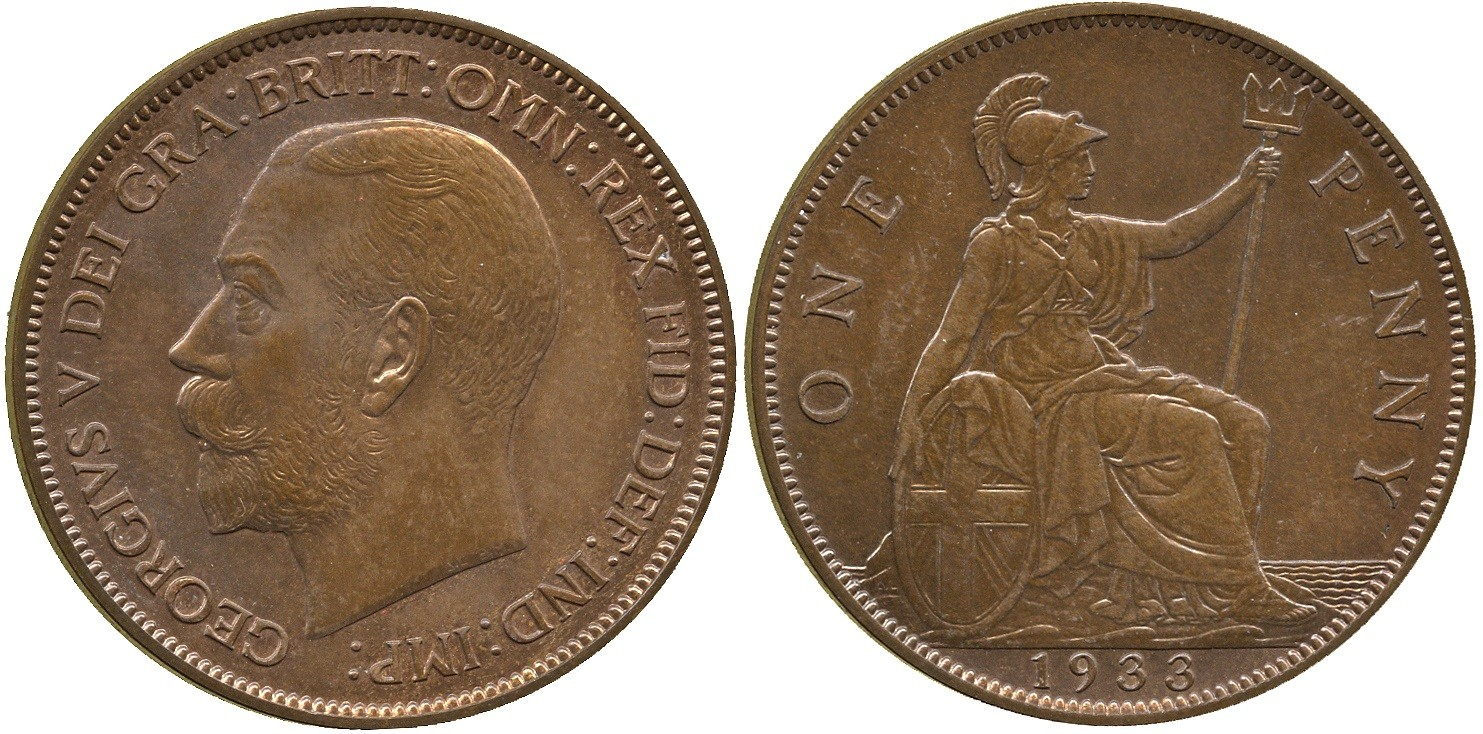
1933 纪念币

当时并没有对纪念币进行准确的数量记录，现在已知的是七枚。其中一枚在2016年以193875美元（149364英磅）售出。已知的纪念币中，有一枚在皇家铸币博物馆，一枚在大英博物馆，一枚在伦敦大学参议院议厅地基下（1933年由乔治国王亲手放置），另有三枚在私人收藏家手中，还有一枚被盗，至今下落不明。 那枚失窃的硬币原本于1933年放置在利兹米德尔顿圣十字教堂的地基下。1970年8月教堂重建期间，窃贼设法从教堂地下盗走了硬币。为了避免窃贼得寸进尺，里邦主教约翰·莫尔曼下令挖出圣玛丽教堂（柯克斯托尔，霍克斯沃思伍德，利兹郡）地基下的那枚硬币并出售。就目前所知，参议院下的硬币还在。另外两枚私人收藏的硬币分别是在1969年和2016年的拍卖会上被买走。
另有四枚样板硬币，其设计与官方硬币相似，是由雕刻家安德烈·拉维利耶应皇家铸币局要求设计的。1932年12月，硬币、勋章和奖章常务委员会否决了这四枚硬币的设计。2016年5月4日的拍卖会上，其中一枚以7.2万英镑的价格卖出。

## 爱德华八世图案(1937年)
爱德华八世在位期间(1936年)没有正式发行硬币，但确实有一枚1937年样板币。这枚样板币送交皇室过目的日期可能刚好是国王退位的时候。硬币正面是汉弗莱·佩吉特画的国王左侧半身像。他认为国王左侧最为英俊，并希望打破硬币上君主面部朝向轮流变化的传统。这枚硬币正面的铭文是蒙上帝之恩，爱德华八世，不列颠之王，信仰之卫士，印度之君王“ 。
皇家铸币局咨询委员会考虑爱德华八世硬币的设计时，并不支持新的设计，而想重新采用1895年之前的背面图案，即不列颠尼亚女神两侧是灯塔和帆船的设计。不同的是，维多利亚时代硬币上的帆船被替换成了现代化军舰。由于当时国际形势比较微妙，官员们觉得这种设计带有侵略性，所以后来图案上没有出现船。但灯塔图案从爱德华八世硬币开始一直得以保留，直到1970年废除。

## 乔治六世(1937-1952)

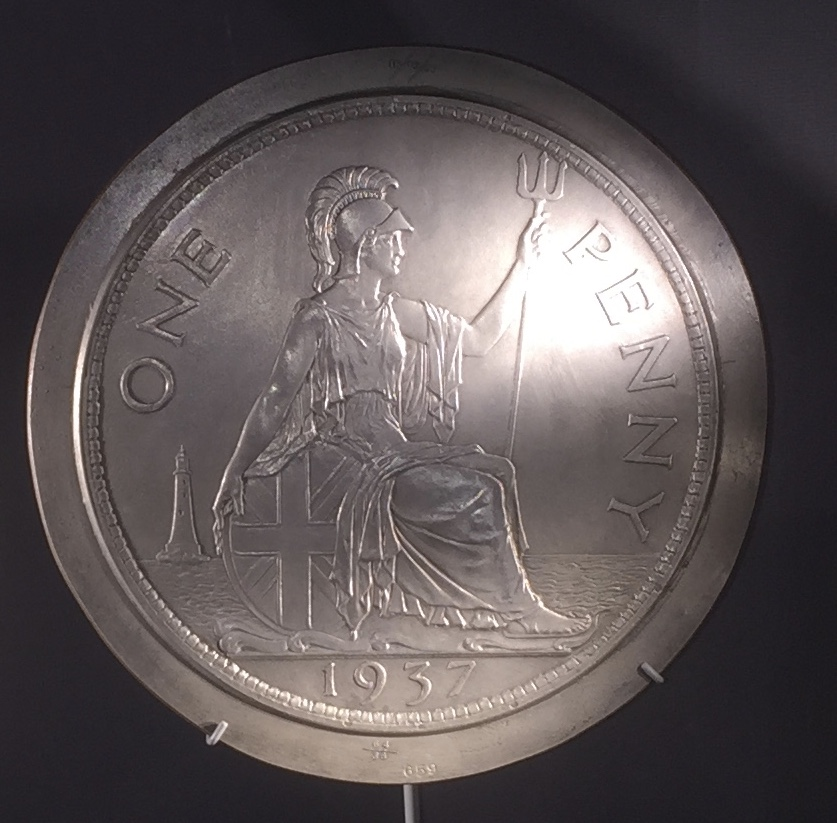
石膏模型，用于1937年便士

1937年3月18日政府发布公告，宣布立刻开始使用乔治六世硬币。 虽然一便士上保留了不列颠尼亚女神的传统图案，但半便士和四分之一便士都有自己的图案。
乔治六世硬币(1937 - 1952)正面是国王左侧半身像，也是由佩吉特设计，1948年之前，周围的铭文是”蒙上帝之恩，乔治六世，不列颠之王，信仰之卫士，印度之君王“，而从1949年印度独立之后，铭文移除了拉丁文缩写的“印度之君王”。 1937至1940年，1944至1951年，都有硬币发行以用于流通。而1941至1943年年间，在为殖民地铸造必要的硬币时，仍然使用1940年的模具。这些硬币主要流向直布罗陀和英属西印度群岛。

2000年版硬币铸造指南中有关英国硬币的部分显示，战时停铸硬币是由于硬币供给过剩。 然而，古币研究家克里·罗杰斯，2016年发表了一篇关于二战期间斐济货币危机的文章，文中引用了殖民立法记录，指出停止铸币是为了储备铜以制造弹药。由于锡是重要的战争材料，又因为其大部分来源于马来半岛，极其稀有，所以1942年以后，一直到1945年后期，所生产的1940年硬币成分变成了97%的铜，0.5%的锡以及2.5%的锌。这种战时硬币的颜色和战前的不同，前者经过硫代硫酸钠处理，颜色更深。这种物质俗称“海波”，曾用于所有1934年和大部分1935年硬币的染色。1946年，海波再次被用于染黑硬币，以防止人们囤积新硬币。 虽然1945年恢复使用战前合金，但1959年，造币厂又采用了战时合金来打造硬币，且没有进行化学处理，这一做法一直持续到币制改革，之后用于新的十进制黄铜硬币。

20世纪40年代末，英国对一便士硬币的需求开始下降，这可能是由于更轻巧方便的黄铜三便士硬币的流行，其重量不到等值铜币重量的四分之一。战后不久，人们对一便士硬币的需求一直很旺盛，直到1949年1月，需求量才有所下降。同年5月，皇家铸币局停止了一便士硬币的生产，官员们的结论是，由于通货膨胀，对其需求的下降是永久性的；它的购买力很低，而且许多自动贩卖机不接受一便士。皇家铸币局从1951年开始从银行回收过剩的铜币并将其熔化。到1960年，价值约120万英镑的铜币不再流通。
因为英国国内不需要，1950年和1951年发行的一便士硬币只用于殖民地。1956年间，1950年所有的硬币(仍然存储在英国)和1951年生产的四分之三的硬币被送往百慕大。与早期的乔治六世硬币相比，这两种硬币的价值都很低，伦敦的商人们纷纷涌向这些岛屿，提出一英镑换一枚一便士硬币。按日期收集硬币(尤其是便士)在20世纪60年代初开始流行；1951年，有人对硬币投资做出了大胆的预言，导致收集硬币成了一种狂热。有人认为皇家铸币局1952年铸造的一枚一便士硬币举世无双。

## 伊莉莎白二世与终版(1953-1970)

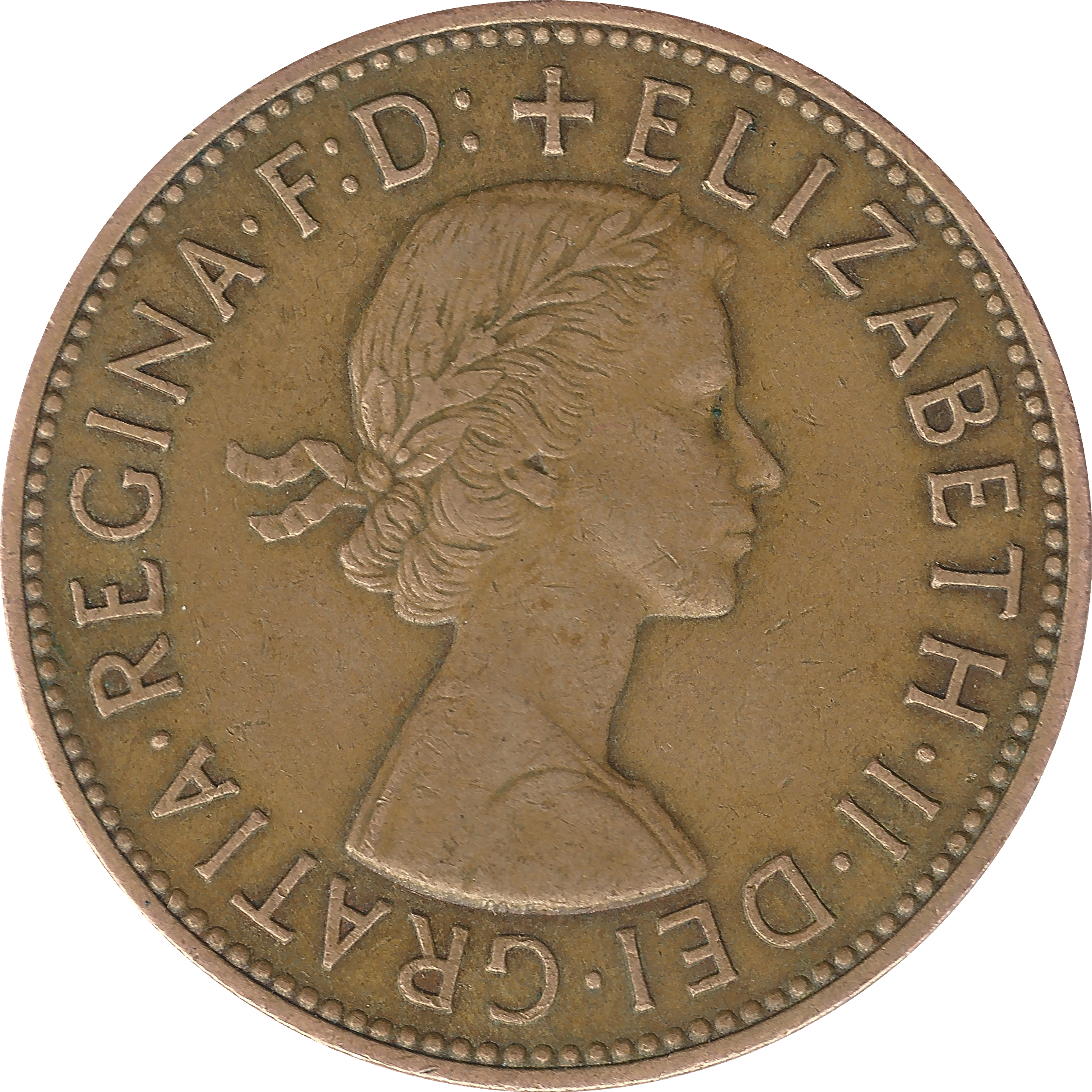
1963年便士正面

十进制改革之前，价值1⁄240英镑的旧便士系列结束于伊丽莎白二世女王时期。新国王在位期间，一便士硬币或其他铜币的背面设计没有显著变化。1952年11月25日政府宣布新的硬币将于1953年1月1日开始流通。1953年间，由于市场上有大量的硬币流通，政府没有铸造新的硬币，仅存的四分之一便士和半克朗面值的硬币也不是为了流通而发行。 含有一便士硬币的套装是女王加冕典礼那年发行的，每枚硬币的正面都刻有女王伊丽莎白二世的右侧半身像，由玛丽·吉利克设计，周围刻有铭文”蒙上帝之恩，伊丽莎白二世，不列颠之王，信仰之卫士“ 。这些硬币不是为了流通而发行的，但由于套装的售价只比面值高一点点，许多人后来都把套装拆开花掉了。由于英联邦纳入了一些共和国，性质发生了变化，之后硬币上的铭文删掉了“不列颠女王"的拉丁缩写，而代之以简单的“女王”一词。
1954年，皇家铸币局铸造了一枚硬币用于模版测试，这枚原本应该被熔化的硬币后来流入市场。到了20世纪50年代末，金属的价格上升导致打造每一枚铜币都会亏本，铸币局希望减小硬币尺寸。1960年底，法寻硬币的废除为这一计划扫清了道路。 直到1961年，对便士的需求才有所增长，此后每年，便士的生产量都很大。最后用于流通的十进制前便士铸造于1967年。
20世纪60年代，政府计划发行十进制的新币，于是旧时的铜便士被废除。1967年之后，铜币仍以1967日期在生产。60年代的便士再次使用了97%的铜，0.5%的锡和2.5%的锌合金。最后，1970年，一套用于收藏的高质量纪念币发行，以向这个服务了英国1200多年的币种告别。旧便士上长存的不列颠尼亚女神图案由雕刻家克里斯托弗·艾恩赛德设计，被复刻到了五十便士新币上。
在1971年2月15日的十进制日之后，十进制货币委员会曾预计需要18个月的过渡期，但“旧币”很快就从流通中消失了，这使得1971年8月31日彻底废除旧币的法令更容易执行。1969年，半便士的硬币被废除，一便士硬币成了三种铜币中唯一幸存的一种。十进制后，新便士的价值为1/100英镑。

## 铸币年份
硬币上所有的铸币日期和铸币标志。H是希顿铸币厂；KN为国王诺顿金属有限公司。
- 1901 ~ 22,205,568
- 1902 ~ 26,976,768
- 1903 ~ 21,415,296
- 1904 ~ 12,913,152
- 1905 ~ 17,783,808
- 1906 ~ 37,989,504
- 1907 ~ 47,322,240
- 1908 ~ 31,506,048
- 1909 ~ 19,617,024
- 1910 ~ 29,549,184
- 1911 ~ 23,079,168
- 1912 ~ 48,306,048
- 1912H ~ 16,800,000
- 1913 ~ 65,497,872
- 1914 ~ 50,820,997
- 1915 ~ 47,310,807
- 1916 ~ 86,411,165
- 1917 ~ 107,905,436
- 1918 ~ 84,227,372
- 1918H/1918KN ~ 3,580,800
- 1919 ~ 113,761,090
- 1919H/1919KN ~ 5,290,600
- 1920 ~ 124,693,485
- 1921 ~ 129,717,693
- 1922 ~ 22,205,568
- 1926 ~ 4,498,519
- 1927 ~ 60,989,561
- 1928 ~ 50,178,000
- 1929 ~ 49,132,800
- 1930 ~ 29,097,600
- 1931 ~ 19,843,200
- 1932 ~ 8,277,600
- 1933 ~ 7 known
- 1934 ~ 13,965,600
- 1935 ~ 56,070,000
- 1936 ~ 154,296,000
- 1937 ~ 109,032,000 (plus 26,402 proof coins)
- 1938 ~ 121,560,000
- 1939 ~ 55,560,000
- 1940 ~ 42,284,400
- 1944 ~ 42,600,000
- 1945 ~ 79,531,200
- 1946 ~ 66,855,600
- 1947 ~ 52,220,400
- 1948 ~ 63,961,200
- 1949 ~ 14,324,400
- 1950 ~ 240,000 (plus 17,513 proof coins)
- 1951 ~ 120,000 (plus 20,000 proof coins)
- 1952 ~ 1 known
- 1953 ~ 1,308,400 (plus 40,000 proof coins)
- 1954 ~ 1 known
- 1961 ~ 48,313,400
- 1962 ~ 157,588,600
- 1963 ~ 119,733,600
- 1964 ~ 153,294,000
- 1965 ~ 121,310,400
- 1966 ~ 165,739,200
- 1967 ~ 654,564,000
- 1970 ~ 750,000 (souvenir sets only)

## 引用
1. ↑  Seaby，第21頁.
2. 1 2  Skellern October 2013，第32頁.
3. 1 2  Skellern December 2013，第36頁.
4. ↑  Freeman，第10頁.
5. ↑  Freeman，第51–55頁.
6. ↑  Linecar，第126頁.
7. ↑  Freeman，第55頁.
8. ↑  . 倫敦憲報. 29 November 1910.
9. ↑  Freeman，第11頁.
10. 1 2  Peck，第501頁.
11. ↑  Craig，第332–333, 347頁.
12. ↑  Craig，第358頁.
13. ↑  Craig，第325頁.
14. ↑  Freeman，第10–11, 59–60頁.
15. 1 2  Dyer & Gaspar，第577頁.
16. 1 2  Seaby，第165頁.
17. ↑  Freeman，第56, 59–60頁.
18. ↑  Peck，第513頁.
19. ↑  Lobel，第569頁.
20. 1 2  . Royal Mint Museum.   [2017-06-14]. （原始内容存档于2019-09-08）.
21. 1 2  Starck, Jeff. . Coin World. 2016-11-21  [2017-06-24]. （原始内容存档于2017-01-30）.
22. ↑  . University of London.   [2017-06-27]. （原始内容存档于2017-03-15）.
23. ↑  "Pretty Penny".
24. ↑  Lobel，第589頁.
25. ↑  "Edward VIII Uniface Penny".
26. ↑  . 倫敦憲報. 19 March 1937.
27. ↑  Seaby，第169–170頁.
28. 1 2 3 4 5 6  Lobel，第590頁.
29. ↑  Peck，第514頁.
30. ↑  Rodgers，第79頁.
31. 1 2 3  Freeman，第10, 63頁.
32. ↑  Freeman，第17, 75 n.30頁.
33. ↑  Seaby，第170頁.
34. ↑  Freeman，第67頁.
35. ↑  Dyer & Gaspar，第578頁.
36. ↑  Dyer & Gaspar，第596–597頁.
37. ↑  Bermuda Monetary Authority，第75–76頁.
38. 1 2 3  Lobel，第591頁.
39. 1 2  Seaby，第172頁.
40. 1 2  Peck，第522頁.
41. ↑  Freeman，第75 n.40頁.
42. ↑  Dyer & Gaspar，第597頁.
43. ↑  "Late World Coin News".
44. ↑  Linecar，第138頁.
45. ↑  Robert Leach.  (PDF). 2013  [2020-01-16]. （原始内容存档 (PDF)于2014-10-25）.
46. ↑  Robert Leach (2013). "Legal Tender" (PDF).